# مايك شنايدر
مايك شنايدر (بالإنجليزية: Mike Schneider)‏ هو مراسل أمريكي، ولد في 1952.